# Slapové jevy

Slapové jevy: A – Slunce, Země a Měsíc jsou v řadě, objevuje se skočné dmutí;
B – Slunce, Země a Měsíc svírají pravý úhel, objevuje se hluché dmutí

Slapové jevy, též slapy, jsou projevy slapových sil a představují diferencované působení gravitačních sil. Účinky slapových sil se na Zemi projevují v hydrosféře, atmosféře, ionosféře a litosféře – rozeznávají se slapy hydrosféry (mořské slapy, mořské dmutí), slapy atmosféry (atmosférické slapy), slapy ionosféry (ionosférické slapy) a slapy zemské kůry (litosférické slapy). Nejsnáze pozorovatelné jsou mořské slapy. Slapové síly se projevují u planet, měsíců, ve dvojhvězdách i při setkání galaxií. Teoreticky i prakticky mohou slapové síly dokonce způsobit rozpad obíhajícího tělesa, pokud je oběžná vzdálenost nižší než tzv. Rocheova mez. Slapovým silám Jupiteru je například připisován i rozpad komety Shoemaker-Levy 9.
Slapové jevy představují v užším smyslu slova zvyšování a snižování hladiny moře v důsledku působení slapových sil. Zvyšování hladiny se označuje jako zdvih, snižování jako pokles, se zdvihem je neoddělitelně spojen příliv, s poklesem je neoddělitelně spojen odliv, souhrnně se mluví o dmutí mořské hladiny. Nejvyšší úroveň hladiny, dosažená za určitou periodu, je velká voda, nejnižší malá voda.

## Příčiny vzniku
Slapové jevy, jako příliv a odliv, vznikají v důsledku gravitačního působení mezi Zemí, Měsícem a Sluncem. Gravitační síla Měsíce je silnější na přivrácené straně Země, kde převažuje nad odstředivou silou, což způsobuje zvedání mořské hladiny. Na odvrácené straně Země je gravitační působení slabší než odstředivá síla, což rovněž vede ke zvýšení hladiny. Slunce, ačkoliv je mnohem dále, svým gravitačním působením rovněž ovlivňuje slapové jevy, avšak slabší měrou než Měsíc. Jeho vliv je patrný zejména při slapových situacích, kdy jsou Měsíc, Země a Slunce v jedné linii (nov nebo úplněk), což způsobuje tzv. skočný příliv a odliv, kdy jsou výkyvy hladiny největší. Naopak při první a poslední čtvrti Měsíce, kdy je Slunce vůči Měsíci v pravém úhlu, dochází k tzv. hluchému přílivu a odlivu s menšími rozdíly hladin.

## Mořské slapy

### Mechanismus dmutí
Pravou silou působící dmutí je gravitační síla, důležitá je přitom nehomogenita jejího pole. Protože velikost gravitační síly je nepřímo úměrná druhé mocnině vzdálenosti, Měsíc přitahuje silněji tělesa na přivrácené straně Země, a naopak slaběji na odvrácené straně. Navíc je však nutno uvážit neinerciálnost soustavy spojené s povrchem Země a tedy působení zdánlivých setrvačných sil. Pro pochopení přílivového dmutí je třeba nahlížet vzájemný pohyb Měsíce a Země ne jako pouhý oběh Měsíce kolem nehybné Země, ale jako rotaci obou těles kolem společného těžiště. Na Zemi tedy působí také setrvačná odstředivá síla, která naopak roste přímo úměrně vzdálenosti od společného těžiště (protože společné těžiště leží pod povrchem Země na přivrácené straně, jak ukazuje obrázek, je odstředivý příspěvek nejsilnější na odvrácené straně, ale částečně přispívá i na přivrácené straně k Měsíci, a to ve stejném smyslu jako jeho gravitace). Zatímco na přivrácené straně k Měsíci převládá gravitační přitažlivost a na odvrácené odstředivá síla, v oblasti mezi tím obě síly působí proti sobě tak, že se prakticky odečítají. Působením sil proto vznikají na světových oceánech dvě přílivové vlny, na straně přivrácené Měsíci a současně i na straně protilehlé. Pro úplnost je potřeba dodat, že dochází i k dmutí zemské kůry a pláště, i když vzhledem k jejich tuhosti zdaleka ne tak znatelnému.

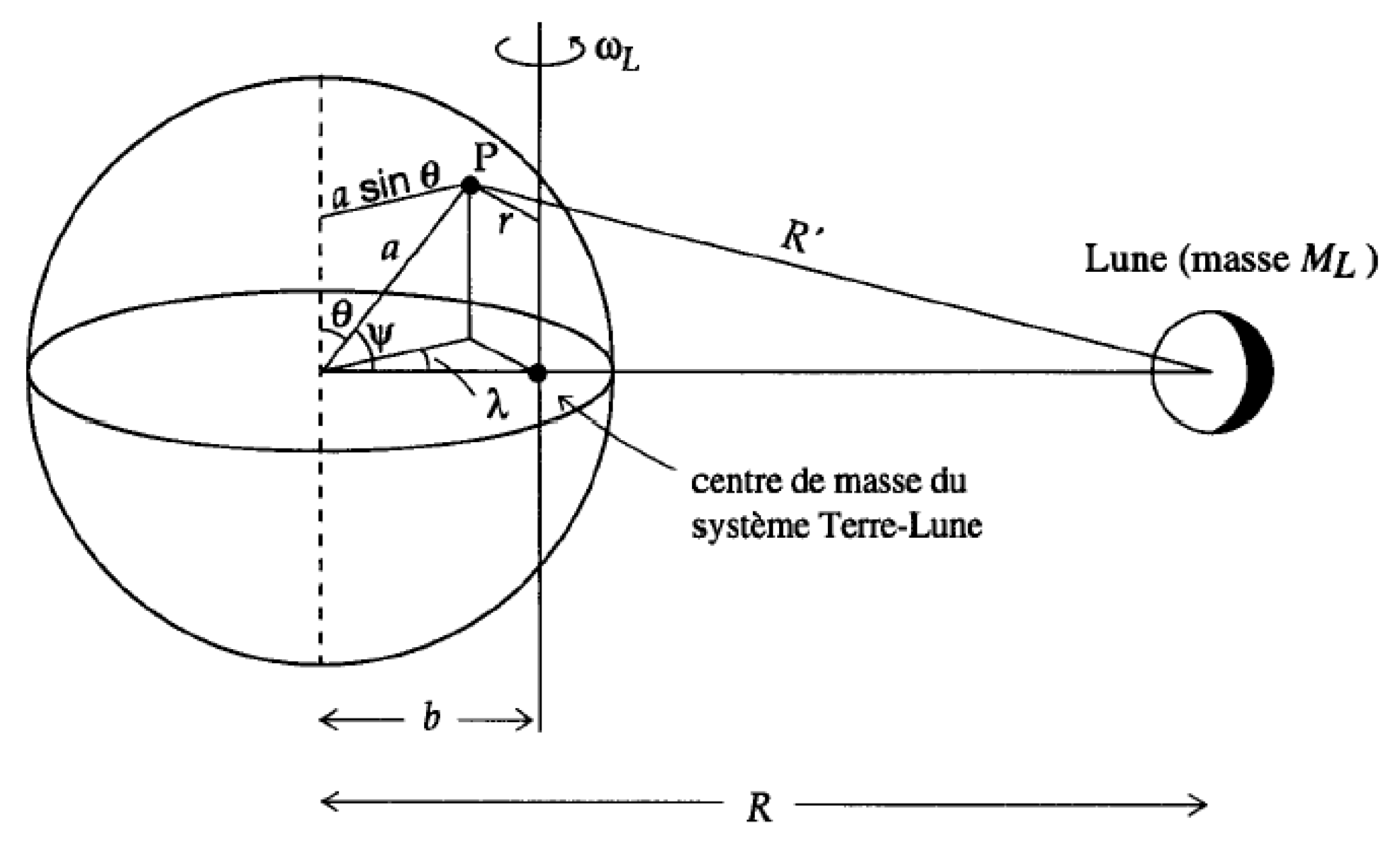
Země a Měsíc obíhající kolem společného těžiště

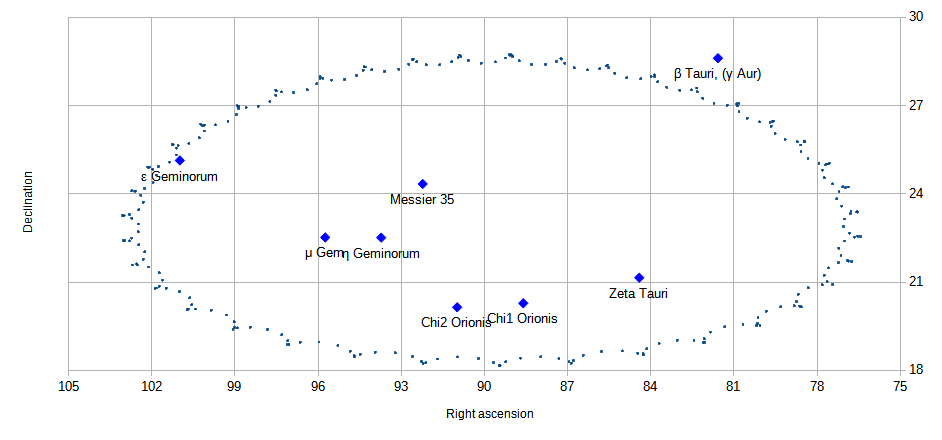
Maximální kladné hodnoty deklinací středu měsíčního disku během lunace v severní části nebeské sféry v období září 2006 (rektascenze 89,0°) až duben 2025 (po směru hodinových ručiček k rektascenzi 89,1°). Cyklus 18,6 let.

Obě přílivové vlny se pohybují po povrchu Země od východu na západ spolu s pohybem Měsíce. K přílivu a odlivu tak dochází s dvojnásobkem frekvence odpovídající průchodu Měsíce nad příslušným poledníkem, tj. každých 12 hodin 25 minut a 14 sekund, mluvíme o půldenním dmutí. Interval mezi přílivem a odlivem na stejném místě je tedy 6 hodin, 12 minut a 37 sekund. Vlivem sklonu roviny oběžné dráhy Měsíce k rovině ekliptiky může zdánlivá geocentrická deklinace středu měsíčního disku nabývat hodnot +28,6° až −28,6°, i díky tomu může být v některých zeměpisných šířkách každé druhé dmutí velmi málo patrné, proto se mluví o jednodenním dmutí. Půldenní dmutí probíhá především v Atlantském a Severním ledovém oceánu, jednodenní zejména v Jávském a Ochotském moři; v mnoha oblastech se oba typy střídají.
V oblastech s výrazným dmutím lze přílivové vody využít k výrobě elektrické energie.

### Skočné a hluché dmutí
Slapové síly Slunce jsou oproti měsíčním přibližně o polovinu slabší (tvoří přibližně 4/7 slapových sil Měsíce). Pokud Měsíc, Země a Slunce stojí v jedné řadě, slapové síly obou těles se sečtou a dmutí je velmi výrazné, označuje se jako skočné dmutí (syzygijní příliv). Pokud naopak Slunce, Země a Měsíc svírají pravý úhel, slapové síly se částečně vyruší a nastává hluché dmutí (kvadraturní příliv). Ke skočnému dmutí dochází, když je Měsíc ve fázi novu nebo úplňku, k hluchému tehdy, pokud je Měsíc v polovině fáze dorůstání nebo ubývání; perioda je tedy přibližně 15 dní.

### Výška dmutí

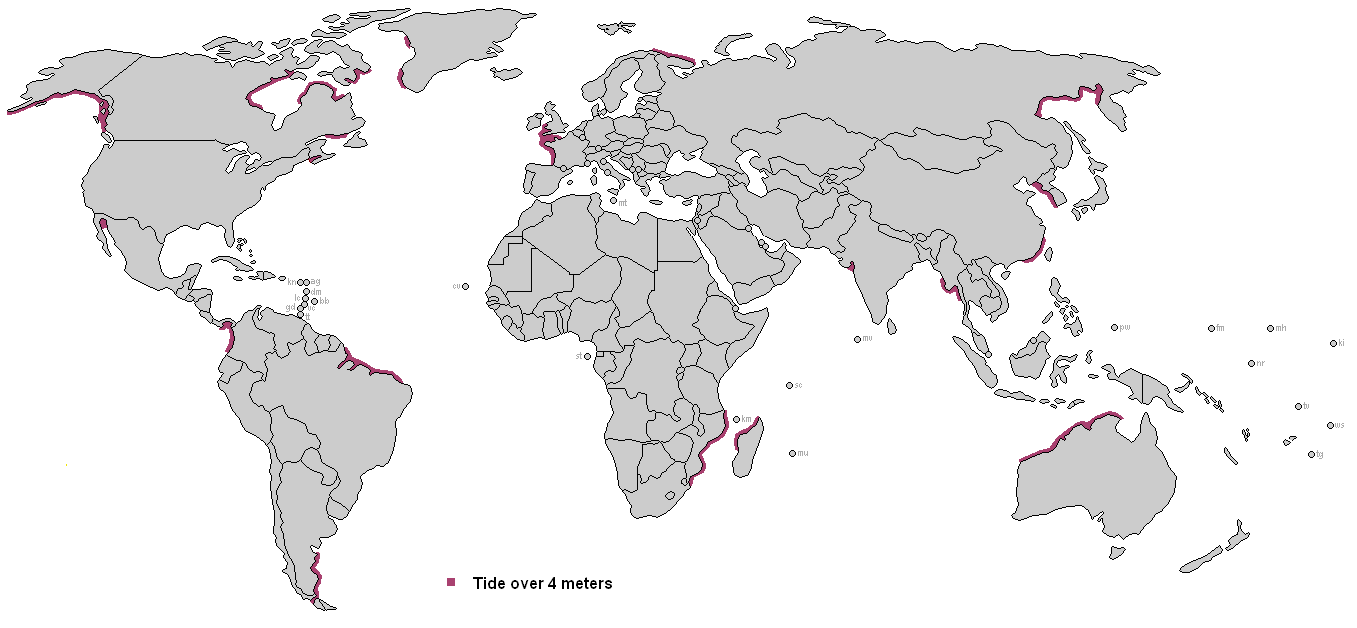
Místa na světe kde je příliv větší než 4 metry.

Kromě vzájemné polohy Země, Měsíce a Slunce a polohy místa na Zemi ovlivňuje výšku dmutí také tvar pobřeží a úhel dna. Na volném moři se výška hladiny mění asi o 0,8 metru. Nejvyšší hranice na světě dosahuje příliv v zálivu Fundy v Kanadě, kde hladina stoupá až o 20 metrů. V Evropě je největší rozpětí přílivu a odlivu poblíž pobřeží Francie v zátoce Mont-Saint-Michel, kde dosahuje asi 13 metrů. Výška přílivu se označuje ve speciálních mapách. Čáry, spojující místa se stejnou dobou nejvyššího přílivu se nazývají izohachie.
Vzdutí hladiny u ústí řek s povlovným dnem způsobuje, že se příliv šíří proti proudu řek. U některých je velmi výrazný, šíří se jako vodní vlna a označuje se jako přílivový příboj. U ústí Amazonky dosahuje přílivový příboj výšky 5 metrů a je patrný ještě 850 kilometrů od ústí. V některých oblastech dostává přílivový příboj dokonce své místní jméno – například právě na Amazonce se označuje indiánským slovem pororoca (hřmící vody). Na Labi přílivový příboj dosahuje do vzdálenosti 150 kilometrů od ústí.
Také u jezer se projevují slapové jevy, ale vzhledem k velikosti hladiny jsou téměř nepatrné. Nejvyšší příliv se objevuje na Michiganském jezeře ve Spojených státech, kde může dosáhnout až výše 7 cm.

### Slapové proudy
Voda se při dmutí šíří v různých oblastech specifickým způsobem, kdy vytváří slapové proudy (též výčasové proudy). Silnější bývají při odlivu, kdy mohou dosáhnout rychlosti až 22 kilometrů za hodinu a ohrožují lodní dopravu.[zdroj⁠?!]